# Diócesis de Bangor (antigua)
La diócesis de Bangor (en latín: Dioecesis Bangorensis y en inglés: Diocese of Bangor) fue una circunscripción eclesiástica de la Iglesia católica en el Reino Unido. Se trataba de una diócesis latina, sufragánea de la arquidiócesis de Canterbury. Por el Acta de Supremacía del Parlamento de Inglaterra del 8 de mayo de 1559 fue convertida en la diócesis de Bangor de la Iglesia de Inglaterra.

## Territorio y organización

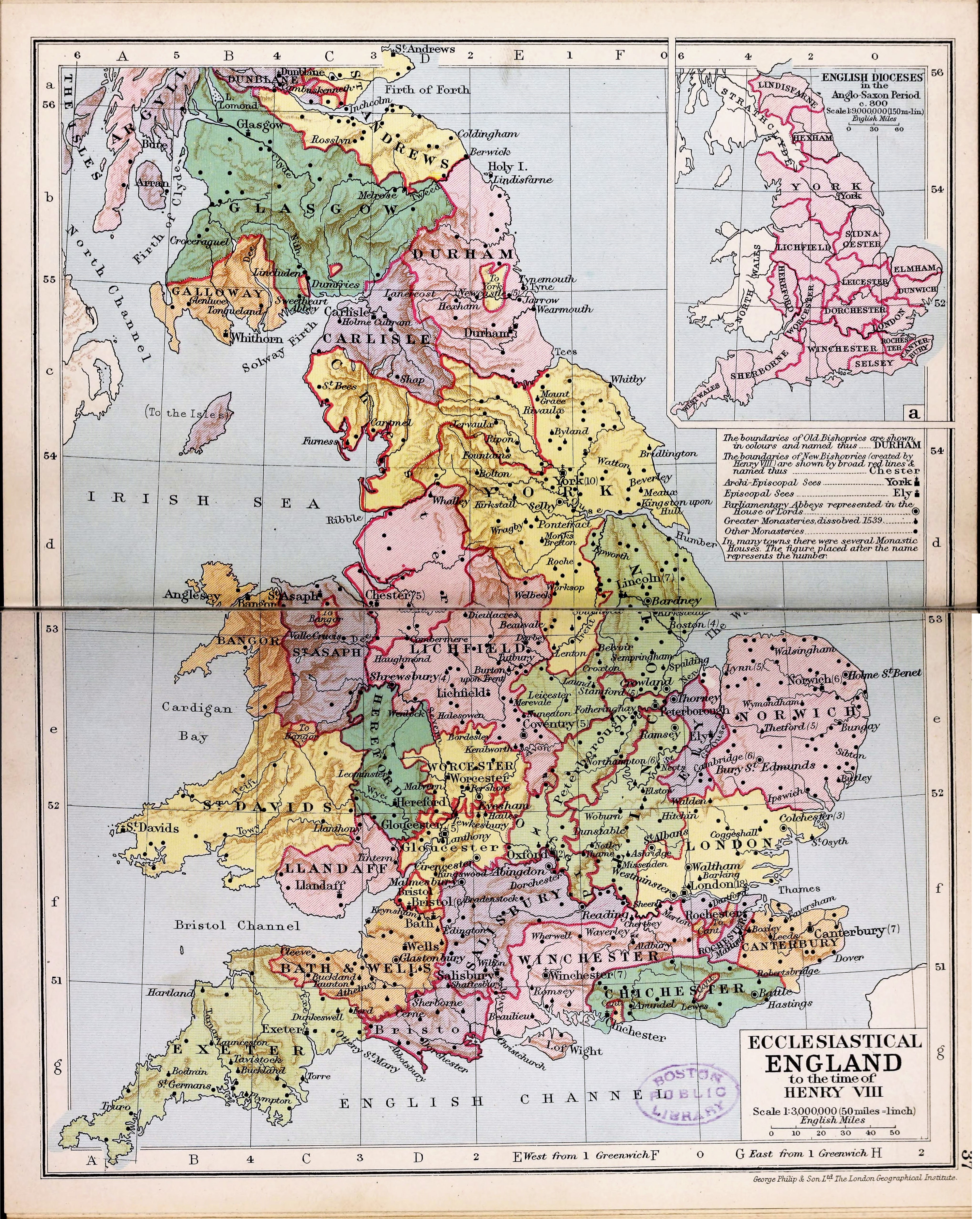
Mapa de las diócesis de Inglaterra

La diócesis extendía su jurisdicción sobre los fieles católicos de rito latino residentes en el antiguo Reino de Gwynedd, en la parte noroeste de Gales.

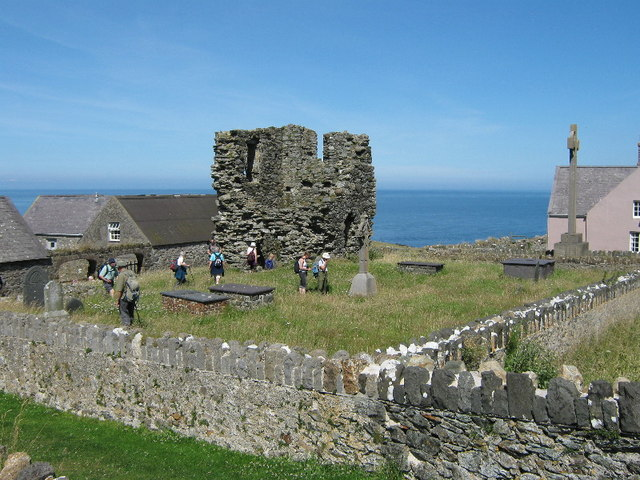
Ruinas de la abadía benedictina de la isla Bardsey

La sede de la diócesis se encontraba en la ciudad de Bangor, en donde se halla la Catedral de San Daniel, que desde la Reforma anglicana perteneció a la Iglesia de Inglaterra, y desde 1920 a la Iglesia de Gales.

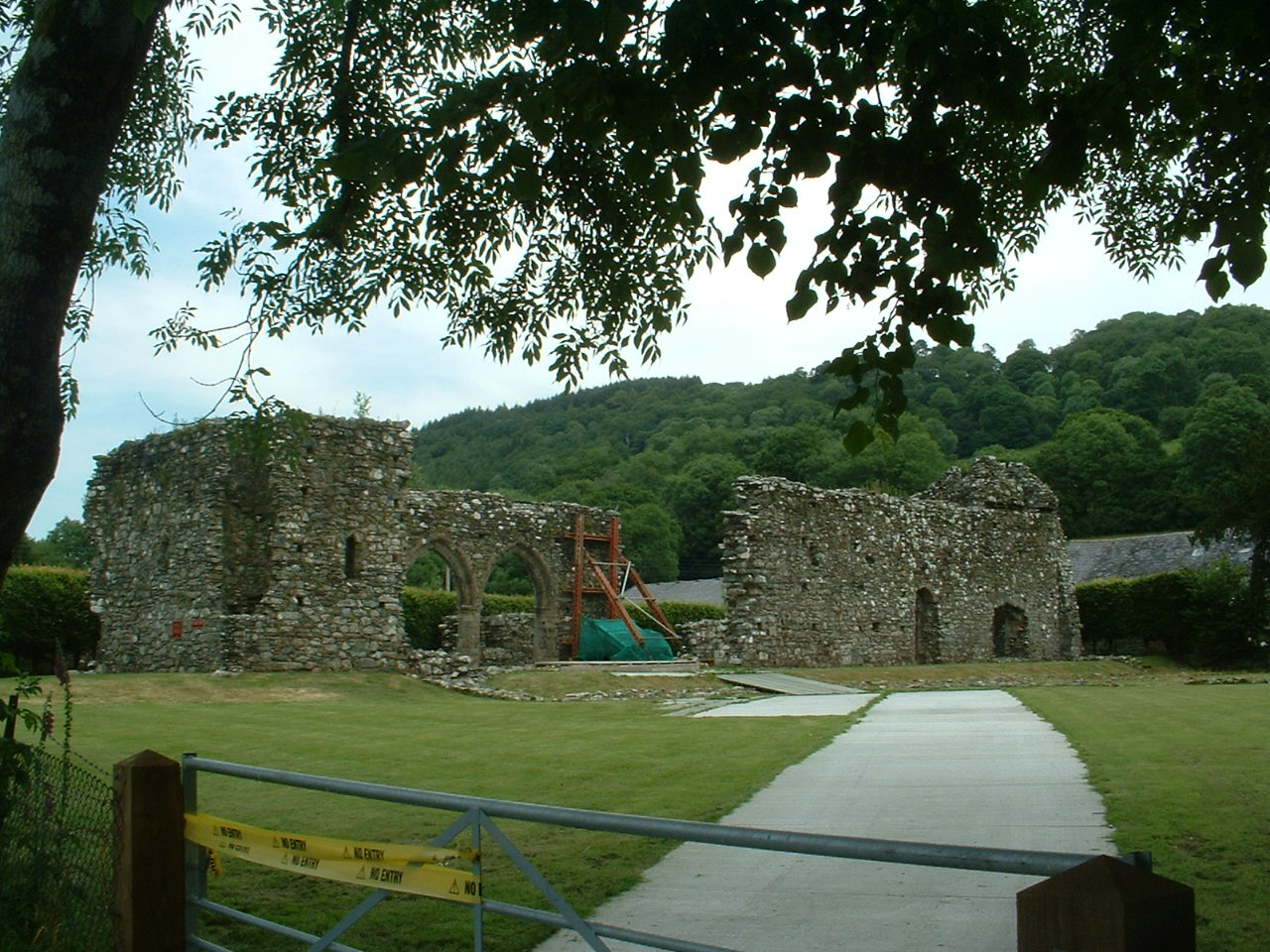
Ruinas de la abadía cisterciense de Cynmer, fundada en 1158

En 1291 la diócesis se dividía en 3 arcedianatos, Bangor, Anglesey y Merioneth, con dos decanatos separados del resto de la diócesis, Dyffryn Clwyd y Arwystli, por el territorio de la diócesis de Saint Asaph.
Los principales conventos de la diócesis, suprimidos en el siglo XVI, fueron los de los benedictinos de Bardsey y Penmon, los cistercienses de Clynnog, Aberconway y Cynmer, y los dominicos (los Black Friars) de Bangor.

## Historia
La diócesis fue erigida en el siglo VI en el Reino de Gwynedd por el rey Maelgwn Gwynedd. Originalmente Bangor era un monasterio, fundado circa 546 por san Daniel de Bangor, considerado por la tradición como el primer obispo de la diócesis.
La cronología de los sucesivos obispos es incierta y se sabe poco sobre la diócesis, al menos hasta el siglo XI, cuando Inglaterra fue conquistada por los normandos. El primer obispo normando fue Hervey el Bretón, nombrado en 1092.
Al igual que el resto de Gales, inicialmente se resistió a la misión papal de san Agustín de Canterbury en Britania. El obispo Elbodug o Elfodd fue el primero en introducir el ciclo de la Pascua romana en la diócesis.
Se cree que la actual catedral, construida a partir del siglo XII, fue construida sobre los restos del antiguo monasterio de San Daniel, del que no queda ningún rastro en la actualidad.

### Reforma anglicana
Luego de que el 23 de marzo de 1534 el papa Clemente VII excomulgara el rey Enrique VIII a causa de su divorcio de Catalina de Aragón, el 3 de noviembre de 1534 el Parlamento de Inglaterra aprobó el Acta de Supremacía de 1534
mediante la cual se declaraba que el rey era «only supreme head in earth of the Church of England, called Anglicana Ecclesia», acto formal mediante el cual la Iglesia católica de Inglaterra entraba en cisma con la Santa Sede, transformándose en una Iglesia nacional independiente. El 18 de diciembre de 1534 aprobó además la Ley de Traición que castigaba con la pena de muerte a quienes no aceptaran el Acta de Supremacía. El Parlamento de acuerdo con Enrique VIII emitió los Seis Artículos en agosto de 1539, por los que se mantuvo la liturgia católica-romana tradicional casi sin cambios en las doctrinas y prácticas de la nueva Iglesia nacional independiente de Inglaterra.
En la diócesis de Bangor continuó como obispo John Salcott (o John Capon) hasta su traslado a Salisbury el 14 de agosto de 1539. Tras él fueron nombrados como obispos cismáticos anglicanos John Bird y Arthur Bulkeley. 
Tras la muerte de Enrique VIII el 28 de enero de 1547 lo sucedió su hijo Eduardo VI. Durante su reinado la Iglesia de Inglaterra llegó a ser teológicamente protestante. En Bangor continuó como obispo Arthur Bulkeley hasta su fallecimiento el 14 de marzo de 1553.
Tras la muerte de Eduardo VI el 6 de julio de 1553 ascendió al trono la católica María I Tudor, quien por ley del Parlamento del 12 de noviembre de 1554 derogó el Acta de Supremacía y luego se abolió toda la legislación religiosa aprobada contra el papado a partir de 1529. La sede de Bangor continuó vacante hasta que William Glyn fue nombrado como obispo católico el 21 de junio de 1555 y falleció el 21 de mayo de 1558, siendo el último obispo de Bangor en comunión con el papa. El 17 de noviembre de 1558 falleció la reina María y fue sucedida por Isabel I, quien con otra Acta de Supremacía del 8 de mayo de 1559 restauró la independencia de la Iglesia anglicana y rompió definitivamente con la Santa Sede. Desde entonces la diócesis de Bangor es parte de la Iglesia de Inglaterra y el 21 de diciembre de 1559 fue nombrado Rowland Meyrick iniciando la lista de obispos anglicanos de la diócesis de Bangor, y desde 1920 pertenece a la Iglesia de Gales.

## Episcopologio
- San Daniel de Bangor † (circa 516-circa 10 de diciembre de 544 falleció)
- Elfodd (Elbodug o Ellodou) † (mencionado en 768 o 770)
- Mordaf † (mencionado en 930 circa)
- Morleis o Morcleis † (?-945 falleció)
- Duvan †
- Revedun †
- Madog Min † (mencionado en 1060 circa)
- Hervey el Bretón † (1092-27 de junio de 1109 nombrado obispo de Ely)
  - Sede vacante (1109-1120)
- David the Scot † (4 de abril de 1120 consagrado-1139 falleció)
- Meurig (Maurice) † (1139/1140-12 de agosto de 1161 falleció)
- William †
- Gwion (Guy Rufus) † (22 de mayo de 1177 consagrado-1190 falleció)
  - Sede vacante (1190-1195)
- Alan † (16 de abril de 1195 consagrado-19 de mayo de 1196 falleció)
- Robert de Shrewsbury † (16 de marzo de 1197 consagrado-1213 falleció)
- Beato Caducano/Cadwgan (Martin) de Llandyfai † (21 de junio de 1215-antes del 1 de marzo de 1236 renunció)
  - Hywel ap Ednyfed † (1236) (obispo electo)
- Richard † (1237-antes del 8 de noviembre de 1267 falleció)
- Enion † (diciembre de 1267-circa 26 de mayo de 1305 falleció)
- Gruffydd ap Iorwerth † (26 de marzo de 1307 consagrado-27 de mayo de 1309 falleció)
- Einion Sais † (9 de noviembre de 1309 consagrado-26 de enero de 1328 falleció)
- Matthew de Englefeld † (12 de junio de 1328 consagrado-25 de abril de 1357 falleció)
- Thomas de Ringstead, O.P. † (21 de agosto de 1357-8 de enero de 1366 falleció)
- Gervase de Castro, O.P. † (11 de diciembre de 1366-24 de septiembre de 1370 falleció)
- Hywel ab Goronwy † (21 de abril de 1371-febrero de 1372 falleció)
- John Gilbert, O.P. † (17 de marzo de 1372-12 de septiembre de 1375 nombrado obispo de Hereford)
- John Swaffham, O.Carm. † (2 de julio de 1376-24 de junio de 1398 falleció)
- Richard Young † (28 de noviembre de 1399-11 de noviembre de 1404 nombrado obispo de Rochester)
- Sede vacante (1404-1408)
- Benedict Nichols † (18 de abril de 1408-15 de diciembre de 1417 nombrado obispo de Saint David's)
- William Barrow † (14 de febrero de 1418-19 de abril de 1423 nombrado obispo de Carlisle)
- John Clederowe † (19 de abril de 1423-12 de diciembre de 1435 falleció)
- Thomas Cheriton, O.P. † (5 de marzo de 1436-23 de diciembre de 1447 falleció)
- John Stanberry, O.Carm. † (4 de marzo de 1448-7 de febrero de 1453 nombrado obispo de Hereford)
- James Blakedon, O.P. † (7 de febrero de 1453-24 de octubre de 1464 falleció)
- Richard Edenham, O.F.M. † (14 de enero de 1465-1494 falleció)
- Henry Deane † (4 de julio de 1494-8 de enero de 1500 nombrado obispo de Salisbury)
- Thomas Pigot † (14 de mayo de 1500-15 de agosto de 1504 falleció)
- John Penny † (30 de agosto de 1505-22 de septiembre de 1508 nombrado obispo de Carlisle)
- Thomas Skevington † (23 de febrero de 1509-junio de 1533 falleció)
- John Salcott (o Capon), O.Carm. † (19 de abril de 1534-3 de noviembre de 1534 pasó a ser cismático anglicano al aprobarse el Acta de Supremacía)
  - John Salcott (o Capon), O.Carm. † (3 de noviembre de 1534-14 de agosto de 1539 nombrado obispo de Salisbury) (obispo cismático anglicano)
  - John Bird † (24 de julio de 1539-4 de agosto de 1541 nombrado obispo de Chester) (obispo cismático anglicano)
  - Arthur Bulkeley † (18 de noviembre de 1541-14 de marzo de 1553 falleció) (obispo cismático anglicano)
- William Glyn † (21 de junio de 1555-21 de mayo de 1558 falleció)
  - p. Maurice Clenock (1558) (obispo electo)